# Peter Gaymann
Peter Gaymann (nacido 26 de junio de 1950 en Friburgo de Brisgovia, Baden-Wurtemberg) es un historietista alemán.

## Carrera
Estudió pedagogía social en la Universidad de Ciencias Aplicadas de Trabajos Sociales de Friburgo. Después de su graduación, hizo una pasantía como pedagogo social y educador artístico. Desde 1979 trabaja por cuenta propia como dibujante de viñetas cómicas y caricaturista. En 1984 apareció su libro de dibujos humorísticos Huhnstage. El título del libro puede ser traducido como Días de Gallin(ícul)a ya que alude a la palabra alemana Hundstage que significa canícula. Este libro que publicó bajo el seudónimo P.Gay le hizo conocido. Entre 1986 y 1990 vivió y trabajó en Roma, Italia. Desde 1990 la serie PaarProbleme (traducible como par de problemas o problemas de parejas) aparece regularmente en Brigitte, la mayor revista femenina de Alemania. Desde el mismo año dibujó también para revistas como Bunte, ZEITMagazin, Regio Magazin, Esotera (hasta 2001), taz. En 1991 se estableció en Colonia, Alemania. Hasta ahora publicó 65 libros.
A petición de la sección de Friburgo de la Iniciativa Stadt–Land–Demenz (Ciudad-País-Demencia, un nombre que alude a Stadt-Land-Fluss, un juego similar a Tutti Frutti) participó con 12 viñetas cómicas para el calendario de 2013 publicado bajo el título Demensch que combina der Mensch (alemán para el hombre) con Demenz (demencia). Fue un intento de influenciar como la enfermedad es percibida y tratada mostrando la cómica de la situación.